# Fondation Cavallini Sgarbi
 (septembre 2023).
Le contenu est difficilement compréhensible vu les erreurs de traduction, qui sont peut-être dues à l'utilisation d'un logiciel de traduction automatique.

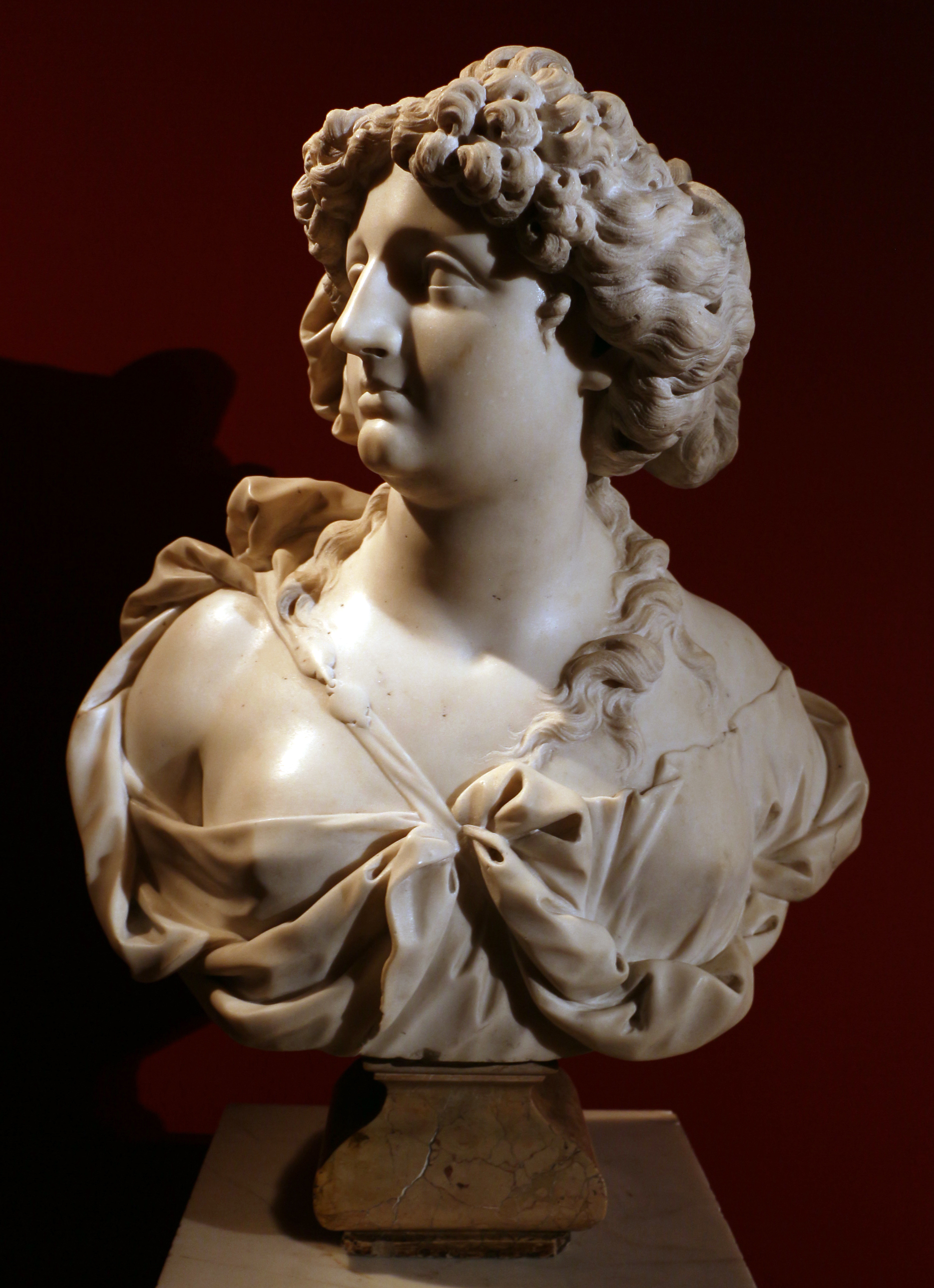
Heinrich Meyring, sculpture, 1680-1690 ca

La Fondation Cavallini Sgarbi (italien : Fondazione Cavallini Sgarbi) est née en 2008, par la volonté des époux Catherine « Rina » et de Giuseppe « Nino » Sgarbi et de leurs fils Elisabetta et Vittorio. Cette Fondation a son siège à Ro ferrarese, dans la maison-musée de la famille Sgarbi et est reliée à la Fondation Elisabetta Sgarbi.

## Description
Une collection d'œuvres d'art appartenant à cette Fondation, est née de la recherche de Vittorio Sgarbi avec sa mère Rina Cavallini qui achetait les œuvres dans les enchères. Le critique de l'art a ainsi rappelé l'œuvre de sa mère : « Ma pensée et ma vie se sont prolongées.  J'indiquais le nom d'un artiste, le lieu, la maison des enchères. Et elle ponctuelle visait et frappait » (« Si fece prolungamento del mio pensiero e della mia vita.  Io indicavo il nome di un artista, il luogo, la casa d'aste. E lei puntuale prendeva la mira e colpiva »).

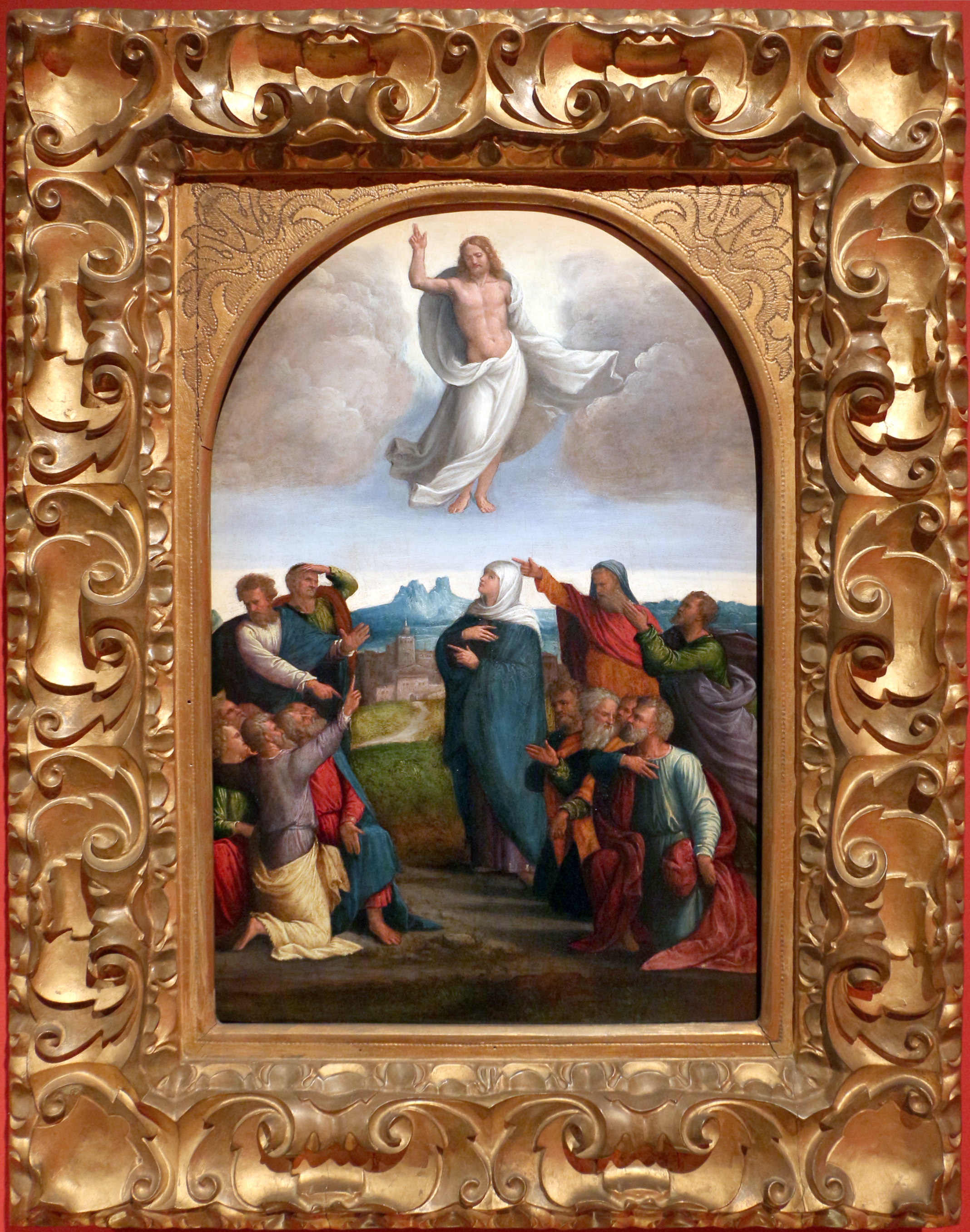
Benvenuto Tisi, Ascension de Christ, 1540 ca.

La Fondation Cavallini Sgarbi organise des expositions de ses œuvres d'art.

### La collection d'œuvres d'art
Parmi les sculptures qui appartiennent à cette Collection, la statue en terre cuite de Saint Dominique du sculpteur Niccolò dell'Arca (1474). Parmi les peintures : une Sainte Famille de Niccolò Pisano, une Vierge à l'Enfant de Liberale da Verona, une Sainte Famille d'Antonio Leonelli da Crevalcore, un Christ bénissant de Jacopo da Valenza, un Portrait de jeune de Lorenzo Lotto, une Sainte Madeleine de Pier Francesco Mazzucchelli dit « le Morazzone », une Sainte Madeleine de Matteo Loves, un Saint Jérôme de Jusepe de Ribera, le Portrait de Francesco Righetti de Guercino, le Portrait du cardinal Giovan Francesco Ginetti de Baciccio, un Trionphe de Vénus d'Ignaz Stern, le portrait de Giuseppe Chierici de Francesco Hayez (1875). Artemisia Gentileschi est représentée par une Cléopâtre.

### Expositions
- 2016 - Lotto, Artemisia, Guercino. Le stanze segrete di Vittorio Sgarbi, Osimo (AN)[2]
- 2018 - La collezione Cavallini Sgarbi. Da Niccolò dell'Arca a Gaetano Previati. Tesori d'arte per Ferrara, Château d'Este, Ferrare[3]
- 2019-2020 - 80 capolavori, da Niccolò dell'Arca a Francesco Hayez, rivelano la storia di una infinita e appassionante caccia amorosa, Château de Cades, Cades (TN)[4]